# شیل‌های مائوتیان‌شان
شیل‌های مائوتیان‌شان (انگلیسی: Maotianshan Shales)(帽天山页岩) یک مجموعه از شیل‌های کامبری در سازند چیونگ‌چوسو است، که به خاطر ذخایر کنسروات لاگرستاتن شناخته می‌شود. این ذخایر به دلیل حفظ استثنایی موجودات فسیلی یا ردفسیل اهمیت دارند. شیل‌های ماوتیانشان یکی از چهل مکان فسیلی کامبری در سطح جهانی هستند که حفظ دقیق بافت‌های نرم غیرمعدنی را نشان می‌دهند و قابل مقایسه با فسیل‌های شیل برگس در استان بریتیش کلمبیا، کانادا هستند. این شیل‌ها نام خود را از تپه ماوتیانشان (چینی: 帽天山; پین‌یین: Màotiānshān; ت.ت. 'Hat Sky Mountain') در شهرستان چنگجیانگ، استان یون‌نان چین گرفته‌اند.
مجموعه معروف موجودات فسیلی به نام بیوتای چنگجیانگ شناخته می‌شود که شامل چندین محل فسیلی پراکنده در چنگجیانگ است. سن لاگرستاتن چنگجیانگ محلی به نام سن‌سوشیان (Qiongzhusian) دارد که به مرحله پایانی اشکوب ۳ کامبرین در توالی‌های سیبری از میانه کامبرین مربوط است. سن شیل‌ها به حدود ۵۱۸ میلیون سال پیش می‌رسد.
همراه با شیل برگس، شیل‌های ماوتیانشان به عنوان «بهترین پنجره ما به انفجار کامبرین» شناخته می‌شوند، به ویژه در مورد منشأ طنابداران.

## تاریخ و اهمیت علمی
اگرچه فسیل‌های این منطقه از اوایل قرن دهم شناخته شده بودند، چنگجیانگ برای اولین بار در سال ۱۹۸۴ به خاطر وضعیت استثنایی حفظ شده با کشف فسیل نراوئید «میس‌ژویا»، یک relative نرم‌بدن از تریلوبیتها شناخته شد. از آن زمان، این مکان توسط دانشمندان در سراسر جهان مورد مطالعه قرار گرفته و جریان مداومی از کشفیات جدید به همراه بحث‌های علمی گسترده‌ای در مورد تفسیر این کشفیات به راه انداخته است. در طول این مدت، طبقات مختلفی به گروه‌های مختلف منتقل یا اصلاح شده‌اند. تفسیرها منجر به اصلاحات زیادی در درخت تبارزایی گروه‌ها شده است و حتی ایجاد شاخه جدید دیرین‌باشان از دهان‌دومیانهای ابتدایی.
بیوتای چنگجیانگ تمام گروه‌های جانوری را که در شیل برگس یافت شده‌اند، شامل می‌شود؛ با این حال، چون این بیوتا ده میلیون سال قدیمی‌تر است، به‌طور برجسته‌تری از نظریه‌ای که می‌گوید متازوان‌ها در اوایل کامبرین زودتر یا سریع‌تر از آنچه که در فسیل‌های شیل برگس دیده می‌شود، متنوع شده‌اند، پشتیبانی می‌کند. حفظ یک مجموعه زیستی بسیار متنوع، شیل‌های ماوتیانشان را به مهم‌ترین منبع فسیلی جهان برای درک تکامل اولیه حیات چندسلولی تبدیل کرده‌اند، به ویژه اعضای شاخه طنابداران، که شامل تمامی مهره‌داران است. فسیل‌های چنگجیانگ قدیمی‌ترین مجموعه جانوری متنوعی هستند که پس از گذر از گذار پیشین‌زیستی-پیدازیستی قرار دارند و به همین دلیل بهترین منبع داده‌ها برای درک تنوع سریع حیات، که به آن انفجار کامبرین می‌گویند، محسوب می‌شوند.
یکی از جالب‌ترین مکان‌ها در مجموعه زیستی چنگ‌جیان، سایت لگرستات هِیان است که در آن صدها نمونه جوانی پیدا شده‌اند. این مکان منحصر به فرد دیدگاه‌هایی در مورد توسعه بیشتر گروه‌های مختلف جانوری ارائه می‌دهد و از این رو یک رسوب خاص در دوران کامبرین به‌شمار می‌رود.

### سایت میراث زمین‌شناسی IUGS
در مورد اینکه "فسیل‌های چنگ‌جیان رکورد بی‌نظیری از تنوع سریع و اساسی زندگی متازوآ در اوایل کامبرین را نمایان می‌سازند"، انجمن بین‌المللی دانش زمین‌شناسی (IUGS) در اکتبر ۲۰۲۲، "سایت فسیل کامبرین چنگ‌جیان و لگرستات" را در مجموعه ۱۰۰ "سایت میراث زمین‌شناسی" خود در سراسر جهان قرار داد. این سازمان سایت‌های "میراث زمین‌شناسی IUGS" را به‌عنوان "مکان‌هایی کلیدی با عناصر و/یا فرآیندهای زمین‌شناسی با اهمیت علمی بین‌المللی، که به‌عنوان مرجع استفاده می‌شوند و/یا سهم قابل توجهی در توسعه علوم زمین‌شناسی از طریق تاریخ داشته‌اند"، تعریف می‌کند.

## حفظ و تافونومی

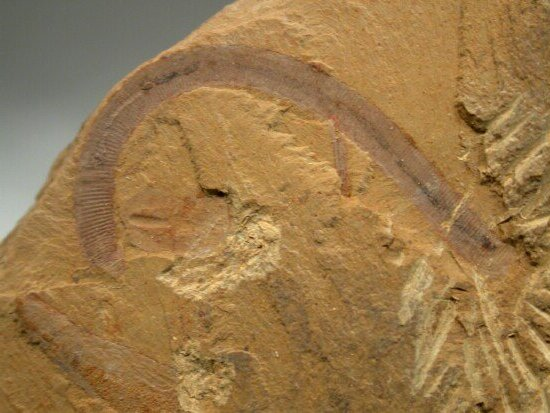
Maotianshania cylindrica, یک فسیل کرم‌های یال‌اسبی، اوایل کامبرین، شیل‌های چنگ‌جیان ماوتیانشان

فسیل‌ها در بخشی از سنگ‌رس با ضخامت ۵۰ متر (۱۶۰ فوت) در عضو یوآنشان از تشکیل چیونگ‌ژوسی یافت می‌شوند. عضو یوآنشان گسترده است و مساحت‌های زیادی از استان یون‌نان شرقی را پوشش می‌دهد، جایی که در آن‌جا چندین برش پراکنده یافت شده‌اند که فسیل‌هایی را به همراه دارند. مطالعات روی لایه‌ها سازگار با محیطی گرمسیری با تغییرات سطح دریا و فعالیت‌های تکتونیکی هستند. این منطقه احتمالاً دریای کم‌عمق با بستر گل‌آلود بوده است. فونا یا موجودات زنده حفظ‌شده عمدتاً ناحیه دریابن هستند و احتمالاً توسط جریان‌های توفان رسوبی دفن شده‌اند، چرا که بیشتر فسیل‌ها نشان‌دهنده انتقال پس از مرگ نیستند. مانند فسیل‌های شیل برگرس شیل که در دوره‌های زمانی بعدی یافت می‌شوند، محیط‌زیست دیرینه به حفظ بخش‌های نرم و غیرمعدنی بدن کمک کرده است. فسیل‌ها در لایه‌های نازک کمتر از یک اینچ ضخامت یافت می‌شوند. بخش‌های نرم به‌صورت فیلم‌های آلومینیوسیلیکاتی حفظ شده‌اند که معمولاً دارای محتوای آهن اکسیده بالا بوده و اغلب جزئیات دقیقی از آن‌ها قابل مشاهده است.
تخت‌های چنگ‌جیانگ به شدت فرسوده شده‌اند، همانطور که از چگالی نسبی پایین آنها (یعنی بسیار سبک بودنشان) مشهود است. فسیل‌های ردپایی فراوان هستند.

## فاوینا چنگ‌جیانگ

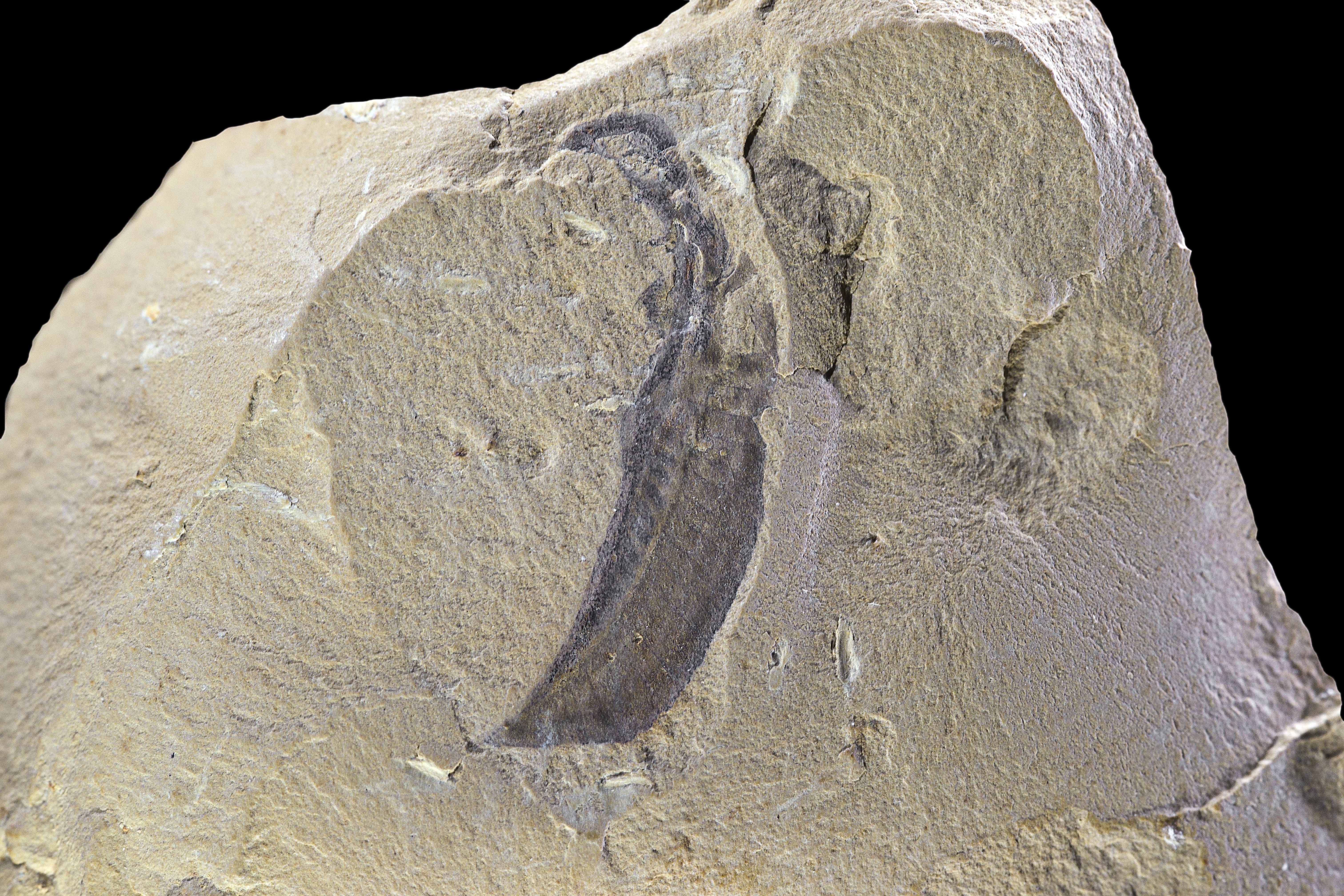
Haikouella lanceolata, لایه‌های ماسه‌سنگ ماوتیانشان، شهرستان چنگ‌جیانگ، استان یون‌نان

بیوتای چنگ‌جیانگ شامل یک مجموعه بسیار متنوع از جانوران است، با حدود ۱۸۵ گونه که در ادبیات علمی تا ژوئن ۲۰۰۶ توصیف شده‌اند. از این تعداد، تقریباً نیمی از آنها بندپایان هستند، که کمتر از آنها دارای اسکلت خارجی سخت و معدنی‌شده هستند که ویژگی تمام بندپایان بعدی است؛ تنها حدود ۳٪ از موجودات شناخته‌شده از چنگ‌جیانگ دارای پوسته سخت هستند. بیشتر این موجودات، تریلوبیت‌ها هستند (که پنج گونه از آن‌ها شناخته شده‌اند)، که همگی با آثار پاها، شاخک‌ها و سایر بخش‌های نرم بدن پیدا شده‌اند که یک رویداد بسیار نادر در سوابق فسیلی است. شاخه اسفنج دریایی (اسفنج‌ها؛ ۱۵ گونه) و نرینه‌ای‌تباران (۱۶ گونه) نیز به خوبی نمایان شده‌اند. سایر شاخه‌ها شامل بازوپایان, کرم‌های پیکانی, گزنده‌تباران, شانه‌دارتباران, خارپوستان, Hyolitha, کرم‌های یال‌اسبی, کرم‌های نعل‌اسبی و طنابداران هستند. احتمالاتی از نرم‌تنان شامل خنجرپشت و Nectocaris نیز وجود دارد.
حدود یک در هر هشت حیوان از انواع مبهم و با وابستگی نامشخص هستند، برخی از آنها ممکن است آزمایش‌های تکاملی بوده باشند که تنها مدت کوتاهی در محیط‌های ناحیه دریابن که به سرعت در کامبری تغییر می‌کردند، زنده مانده‌اند. چنگ‌جیانگ غنی‌ترین منبع پهن‌پاتباران است، گروهی که شامل بسیاری از ابتدایی‌ترین همه‌بندپایان است, که شش جنس از آن‌ها نمایان شده‌اند:  Luolishania, Paucipodia, Cardiodictyon, کرم کابوس (که همچنین از شیل برگرس شناخته شده است)، Microdictyon, و Onychodictyon.
شاید مهم‌ترین فسیل‌های چنگ‌جیانگ هشت نمونه احتمالی از شاخه طنابداران باشند، شاخه‌ای که همه مهره‌داران به آن تعلق دارند. مشهورترین آنها Myllokunmingia است که ممکن است یک اجناتید بسیار ابتدایی باشد (یعنی بی‌آروارگان). مشابه با Myllokunmingia، ماهی هایکو ercaicunensis یک موجود ابتدایی شبیه ماهی است.
وابستگی‌های زیادی برای موجود اسرارآمیز Yunnanozoon lividum پیشنهاد شده است که شامل شاخه‌های مختلفی همچون نیزک, نیم‌طنابداران، جمجمه‌داران, دهان‌دومیان, دوسوئیان، یا پاگردداران می‌شود. نمونه‌هایی که ابتدا به نام Haikouella شناسایی شده‌اند (که بعداً به عنوان مترادف جانبی Yunnanozoon شناخته شدند) نمایش ویژگی‌های زیادی از شاخه طنابداران، از جمله قلب قابل شناسایی، آئورت‌های دمی و شکمی، رشته‌های گلی و یک طناب پشتی (رشته عصبی) است. یک مطالعه در سال ۲۰۲۴ Yunnanozoon را در شاخه طنابداران قرار داده است.